# Huties
Les huties (Capromyidae) són una família de rosegadors moderadament grans similars als càvids que viuen a les illes del Carib. La seva mida va de 20 a 60 cm i poden pesar fins a 7 kg. S'han descrit vint espècies d'hutia, de les quals la meitat podrien estar extintes. Entre les que s'extingiren hi ha les huties gegants. En alguns aspectes s'assemblen a les llúdries. Tenen cues que van de vestigials fins a prènsils. Tenen un cos robust i un cap gros. La major part d'espècies són herbívores, encara que algunes consumeixen animals petits. En lloc de fer caus subterranis, la més part nia en arbres o fissures en les roques. Tan sols algunes espècies són comunes, mentre que d'altres estan en perill.